# Стоян Калудов
Стоян Калудов или Колудов е български революционер, одрински деец на Вътрешна македоно-одринска революционна организация.

## Биография
Стоян Калудов е роден в 1868 година в малкотърновското село Маджура, тогава в Османската империя. Завършва второ отделение. Присъединява се към ВМОРО в 1902 година и става секретар-касиер на маджурския революционен комитет. От 1903 година е войвода на смъртната дружина в Маджура. Участва в Илинденско-Преображенското въстание в 1903 година като войвода на чета в отряда на Цено Куртев и участва в сраженията при Маджура и Курфоколиба. До 1904 година е учител в Дедеагач, като същевременно е и член на околийския комитет на ВМОРО.
При избухването на Балканската война в 1912 година Калудов е доброволец в Македоно-одринското опълчение и служи във Втора рота на Лозенградската партизанска дружина под командването на Стоян Петров.